# Nepal Marathon
De Nepal Marathon is een loopwedstrijd in Nepal die jaarlijks plaats vindt op de derde zaterdag in november.
De loopwedstrijd vindt plaats in Kakani, in het district Nuwakot in centraal Nepal. Het is een race waarbij de uitzichten en de lokale gemeenschappen centraal staan. Men kan kiezen uit een hele marathon, een halve marathon en 10 kilometer. De hardlopers lopen over deels onverharde wegen door de jungle en langs kleine dorpjes. 
De Nepal Marathon wordt georganiseerd door zowel Impact Marathons als de stichting Street Child, en daarom laten de hardlopers zichzelf sponsoren ten goede van de stichting. De hardlopers bezoeken daarom de dagen voor de race enkele projecten met Street Child of Nepal, die werkt aan de toegang van onderwijs voor kwetsbare kinderen. De organisatie is daarom erg bekend in de omgeving, waardoor de lokale gemeenschappen en de kinderen, de hardlopers enthousiast aanmoedigen.